# Morgny-en-Thiérache
Morgny-en-Thiérache ist eine französische Gemeinde mit 107 Einwohnern (Stand 1. Januar 2022) im Département Aisne in der Region Hauts-de-France (vor 2016 Picardie). Sie gehört zum Arrondissement Vervins, zum Kanton Vervins und zum Gemeindeverband Portes de la Thiérache.

## Geographie
Die Gemeinde liegt an der Brune in der Landschaft Thiérache, 15 Kilometer südlich von Hirson und 17 Kilometer südöstlich von Vervins. Nachbargemeinden von Morgny-en-Thiérache sind Saint-Clément im Norden, Cuiry-lès-Iviers im Nordosten, Archon im Südosten, Dolignon und Sainte-Geneviève im Süden, Renneval im Südwesten sowie Dagny-Lambercy im Westen.

## Bevölkerungsentwicklung
| Jahr                       | 1962 | 1968 | 1975 | 1982 | 1990 | 1999 | 2006 | 2014 | 2022 |
| Einwohner                  | 166  | 166  | 162  | 154  | 110  | 96   | 92   | 90   | 107  |
| Quellen: Cassini und INSEE |      |      |      |      |      |      |      |      |      |

## Sehenswürdigkeiten
- Wehrkirche Saint-Nicolas, Monument historique seit 1989[1]
- ehemaliges öffentliches Waschhaus (Lavoir)

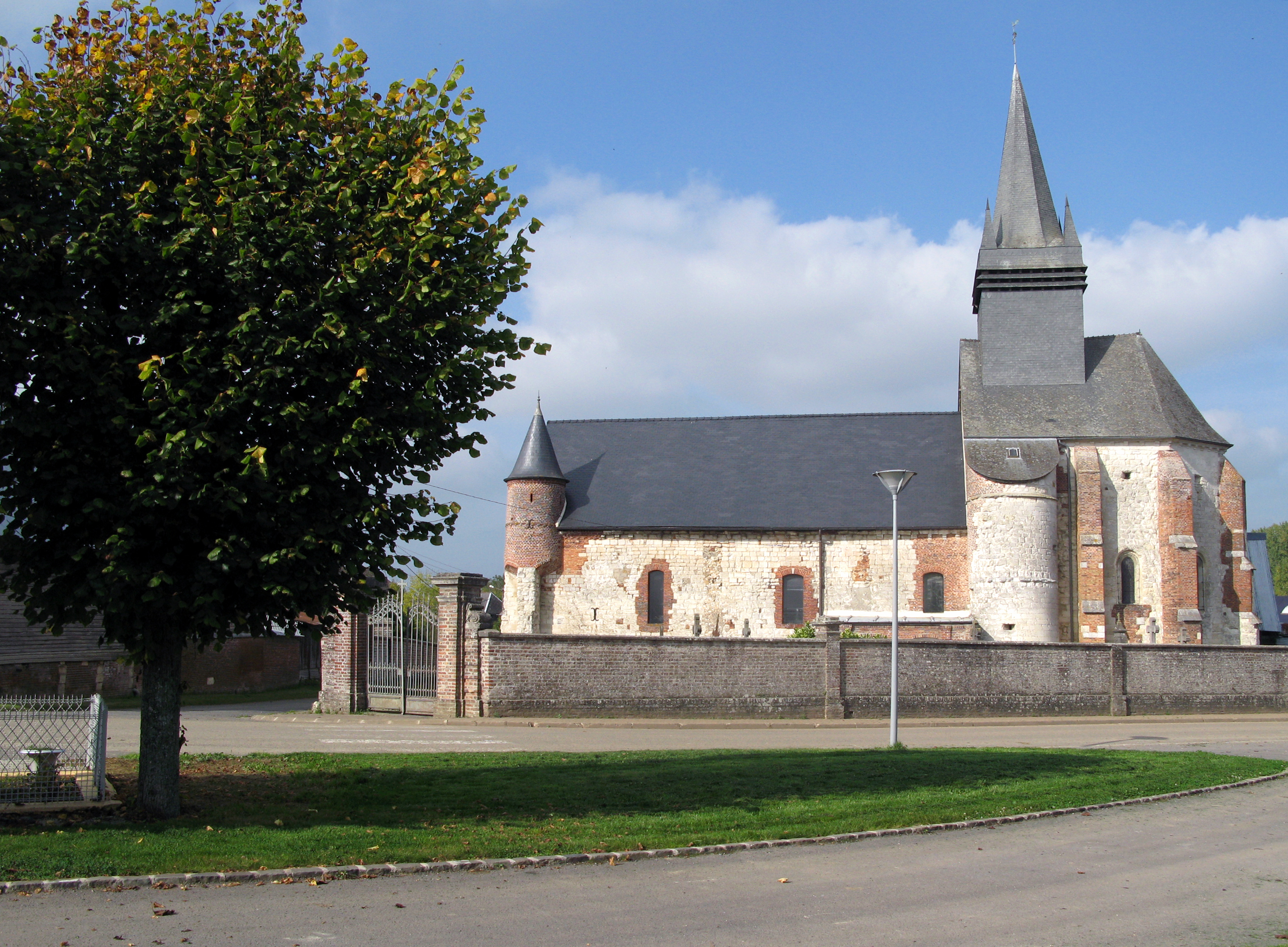
Kirche Saint-Nicolas
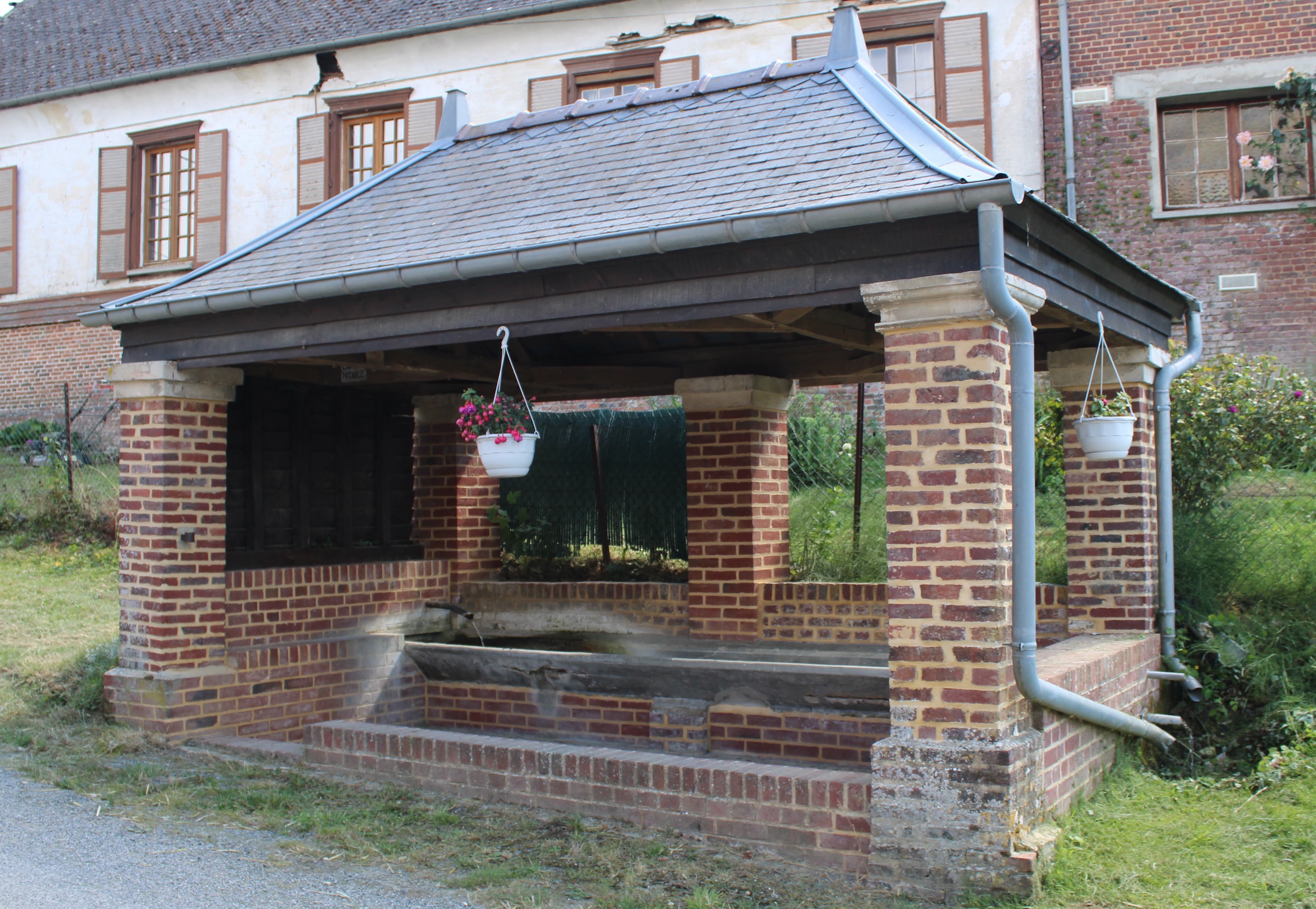
Lavoir
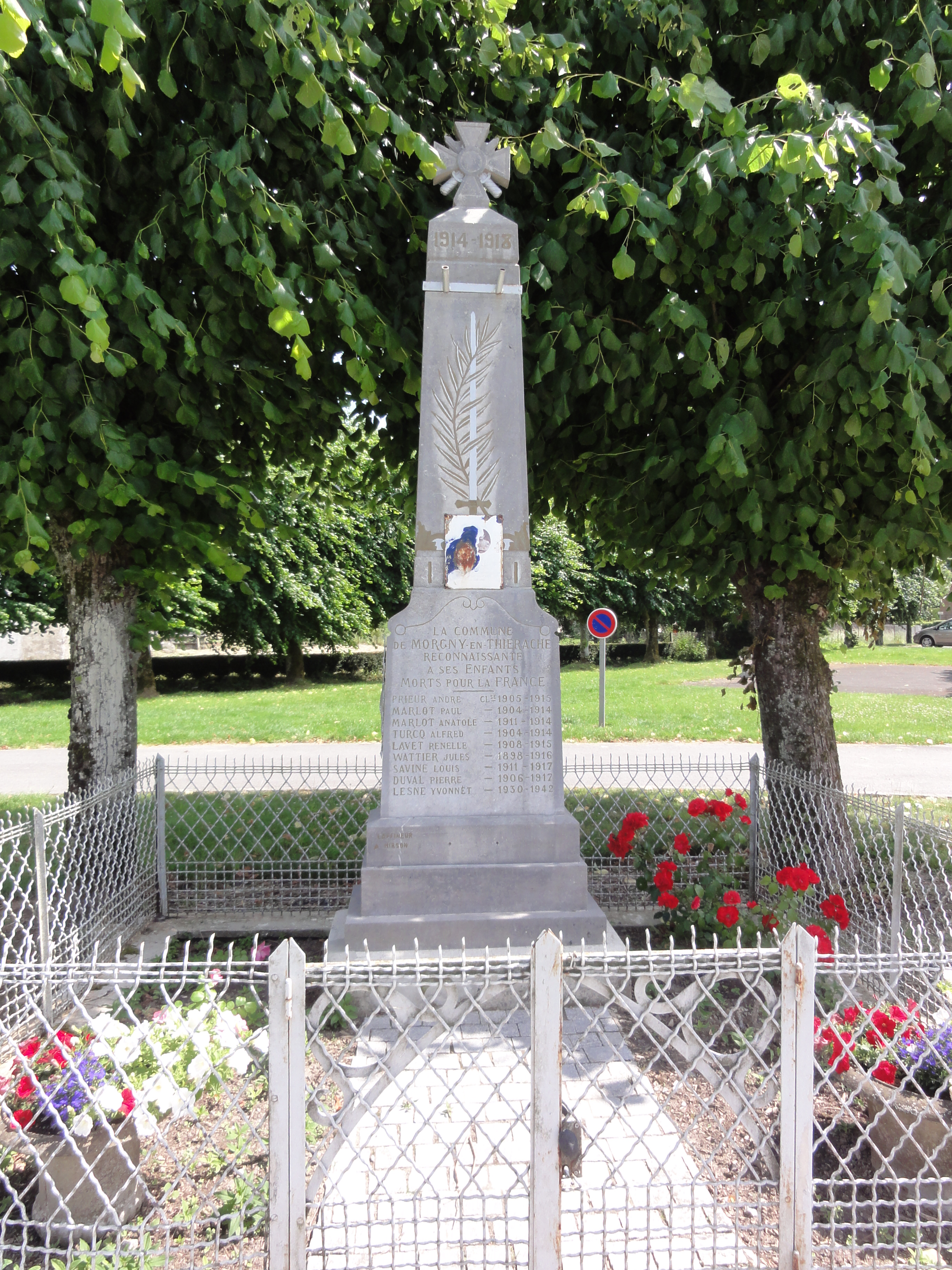
Gefallenendenkmal